# هلگا هازه
هلگا هازه (انگلیسی: Helga Haase; ۹ ژوئن ۱۹۳۴ – ۱۶ ژوئن ۱۹۸۹) اسکیت‌باز سرعت اهل آلمان بود.